# Corona (Nuovo Messico)
Corona è un villaggio degli Stati Uniti d'America della contea di Lincoln nello Stato del Nuovo Messico, che si trova sulla U.S. Route 54. La popolazione era di 165 persone al censimento del 2000.
Corona è il centro abitato più vicino ad un presunto crollo di un UFO nel 1947 a circa 30 miglia (48 km) a sud-est (vedi incidente di Roswell). L'allevatore che trovò la zona dello schianto andò a Corona per segnalarlo ai pochi residenti prima di andare a Roswell per parlare con la polizia.
Nel 2004, a Corona un sito di 4 000 acri (16 km²) venne bruciato in un incendio boschivo.

## Geografia fisica
Corona è situata a 34°15′02″N 105°35′44″W (34.250498, -105.595475).
Secondo lo United States Census Bureau, ha un'area totale di 1,0 miglia quadrate (2,6 km²).

## Società

### Evoluzione demografica
Secondo il censimento del 2000, c'erano 165 persone.

### Etnie e minoranze straniere
Secondo il censimento del 2000, la composizione etnica della città era formata dal 73,33% di bianchi, il 3,64% di nativi americani, il 18,18% di altre razze, e il 4,85% di due o più etnie. Ispanici o latinos di qualunque razza erano il 42,42% della popolazione.